# Дубриничско-Малоберезнянская сельская община
Дубриничско-Малоберезнянская сельская общи́на (укр. Дубриницько-Малоберезнянська сільська громада) — территориальная община в Ужгородском районе Закарпатской области Украины.
Административный центр — село Дубриничи.
Население составляет 6 772 человека. Площадь — 264,2 км².

## Населённые пункты
В состав общины входит 9 сёл:
- Дубриничи
- Пастилки
- Новоселица
- Буковцёво
- Малый Берёзный
- Завосина
- Мирча
- Смереково
- Черноголова